# Reinartzhof

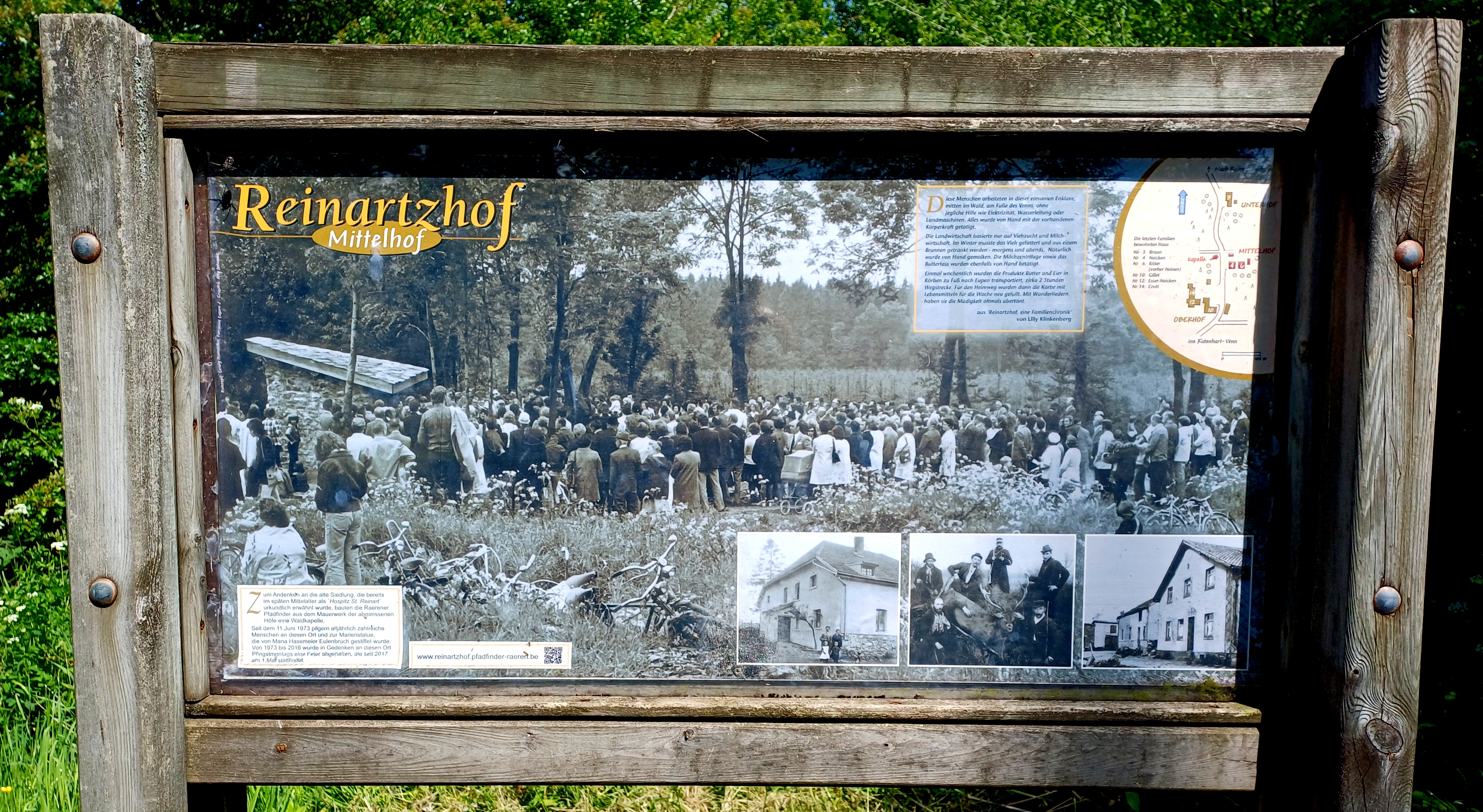
Infotafel Reinartzhof: Versammlung vor der Kapelle und Fotos der Hofbauten

Reinartzhof war eine landwirtschaftliche Siedlung im Osthertogenwald, die heute als Wüstung zur Stadt Eupen in der belgischen Provinz Lüttich gehört. Die Siedlung wurde 1971 endgültig aufgegeben, nachdem die Bewohner durch den Bau der Wesertalsperre zum Verlassen ihrer Höfe gezwungen wurden. Heute erinnern Reste einiger zugewachsener Grundmauern, ein Gedenkstein, eine Kapelle, eine Schutzhütte und eine jährliche Gedenkveranstaltung sowie Schautafeln über die historische Bedeutung der Siedlung.

## Geographische Lage
Die Siedlung Reinartzhof befand sich im östlichen Hohen Venn im Staatswald Oberweser, etwa 5 Kilometer südwestlich von Roetgen und nahe der heutigen Grenze zwischen Deutschland und Belgien. Nach der Grenzziehung von 1920 im Zuge des Versailler Vertrags wurde die Siedlung belgisches Staatsgebiet und Teil der Gemeinde Eupen.

## Geschichte
Die erste urkundliche Erwähnung von Reinartzhof stammt aus dem Jahr 1338. Ursprünglich diente die Siedlung als Pilgerhospiz für Reisende auf dem stark frequentierten Pilgerweg von Aachen nach Trier. Die Versorgung der Pilger wurde in den ersten Jahren durch einen Begarden gesichert, der dazu von der Stadt Aachen „auf dem Reinard“ entsendet und bezahlt wurde, um dort ein Pilgerhospiz zu betreiben. Später übernahm ein Wirtschaftshof die Versorgung, der im 16. Jahrhundert in drei Höfe aufgeteilt wurde: den Ober-, Mittel- und Unterhof. Diese Höfe waren landwirtschaftlich im Bereich Viehzucht und Milcherzeugung tätig und unterstanden den Herzögen von Jülich. Einmal in der Woche wurden dann Butter und Eier in Körben nach Eupen transportiert und auf dem Rückweg Güter des täglichen Bedarfs mitgebracht.
Erst im Laufe der französischen Verwaltung gingen die Höfe im Jahr 1805 als Staatsbesitz in Privathand über, behielten aber ihre Rolle als landwirtschaftliche Siedlung. Nach dem Zweiten Weltkrieg bis in die 1950er Jahre war Reinartzhof ein zentraler Umschlagplatz für den Kaffeeschmuggel über die deutsch-belgische Grenze.
Mehrfach waren die Höfe und ihre Bewohner besonderen Gefahren ausgesetzt, zuletzt in den Jahren 1947, als ein Waldbrand in der Umgebung die Siedlung bedrohte, sowie im Winter 1953, als durch meterhohen Schnee die Siedler tagelang von der Außenwelt abgeschnitten waren und nur durch Hubschrauber versorgt werden konnten. 
Seit 2009 ist es die dritte Etappe des Eifelsteigs, die von Roetgen kommend den alten Pilgerweg folgend an Reinartzshof vorbeizieht und in Monschau endet.

### Aufgabe der Siedlung
Im Jahr 1958 wurde entschieden, die Siedlung aufzugeben, da sie im Einzugsgebiet der neu errichteten Wesertalsperre und damit im Einzugsbereich des Eupener Trinkwasserreservoirs lag. Die letzten Bewohner verließen den Reinartzhof 1971.

## Kulturelles Erbe
Im Jahr 1973 errichteten die Pfadfinder aus Raeren an der Stelle des Reinartzhofs eine Kapelle aus alten Steinen der abgerissenen Höfe, an der eine jährliche Gedenkveranstaltung stattfindet; bis 2017 jeweils am Pfingstmontag und seitdem am 1. Mai. In unmittelbarer Nachbarschaft erinnert mit seiner Gravur ein Findling an die Tradition, Pilgern und Reisenden vor allem bei Nebel und Dunkelheit eine Orientierung zu geben, indem eine Glocke geläutet wurde. Darüber hinaus finden sich in unmittelbarer Umgebung noch zwei Gedenkkreuze, die an die ehemaligen Besitzer erinnern.

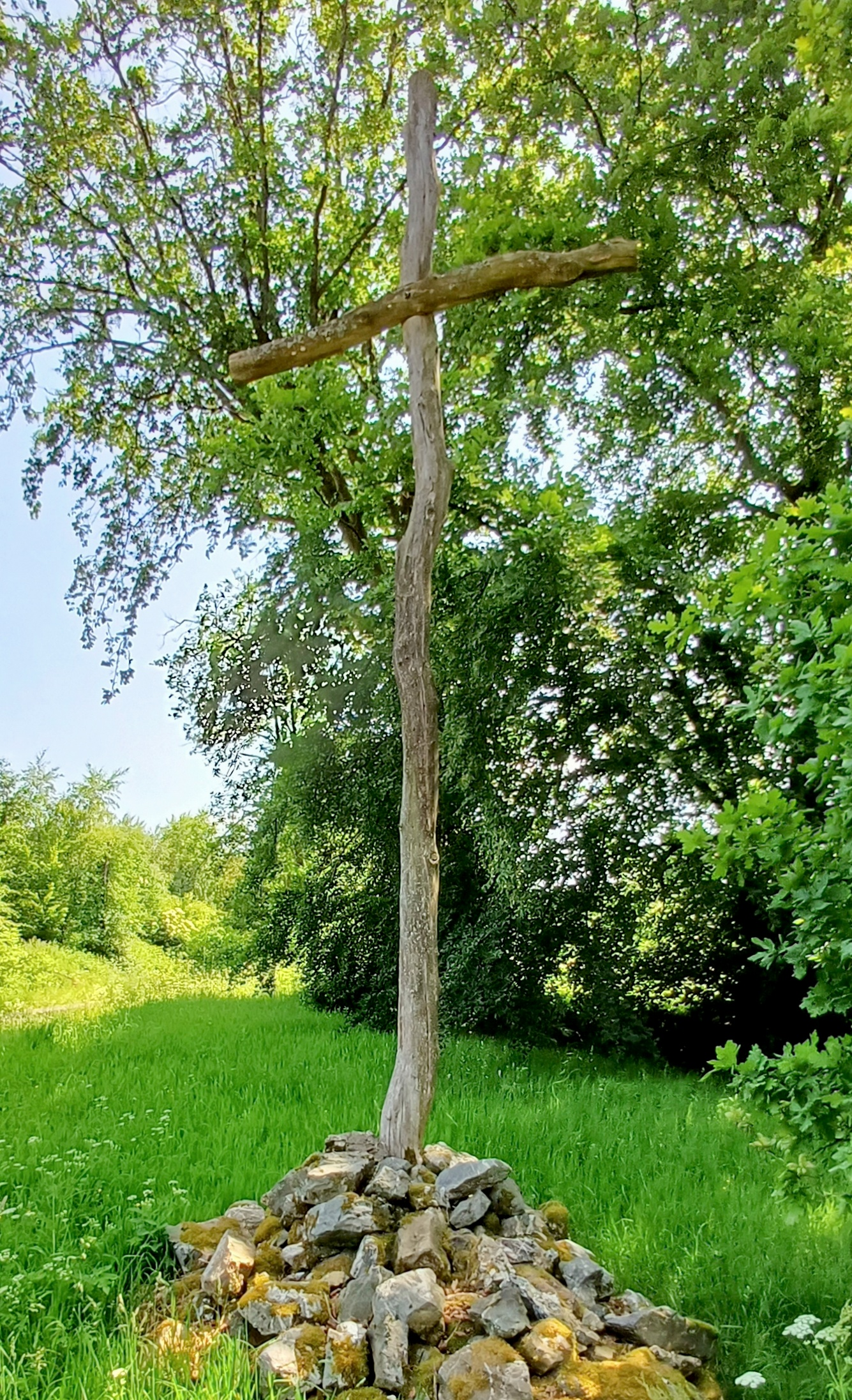
Hochkreuz
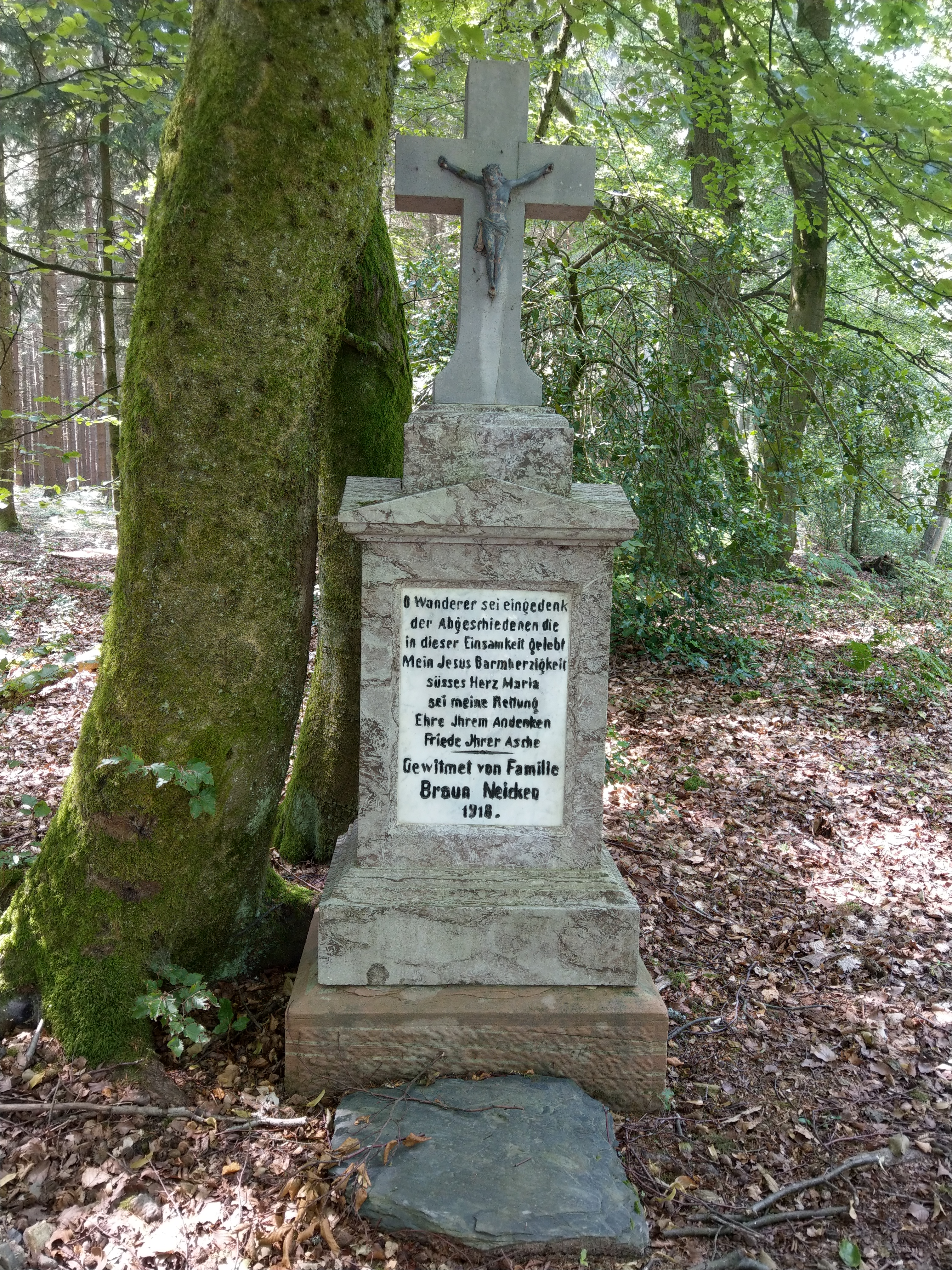
Gedenkkreuz für Braun-Eicken, ehem. Besitzer, 1918
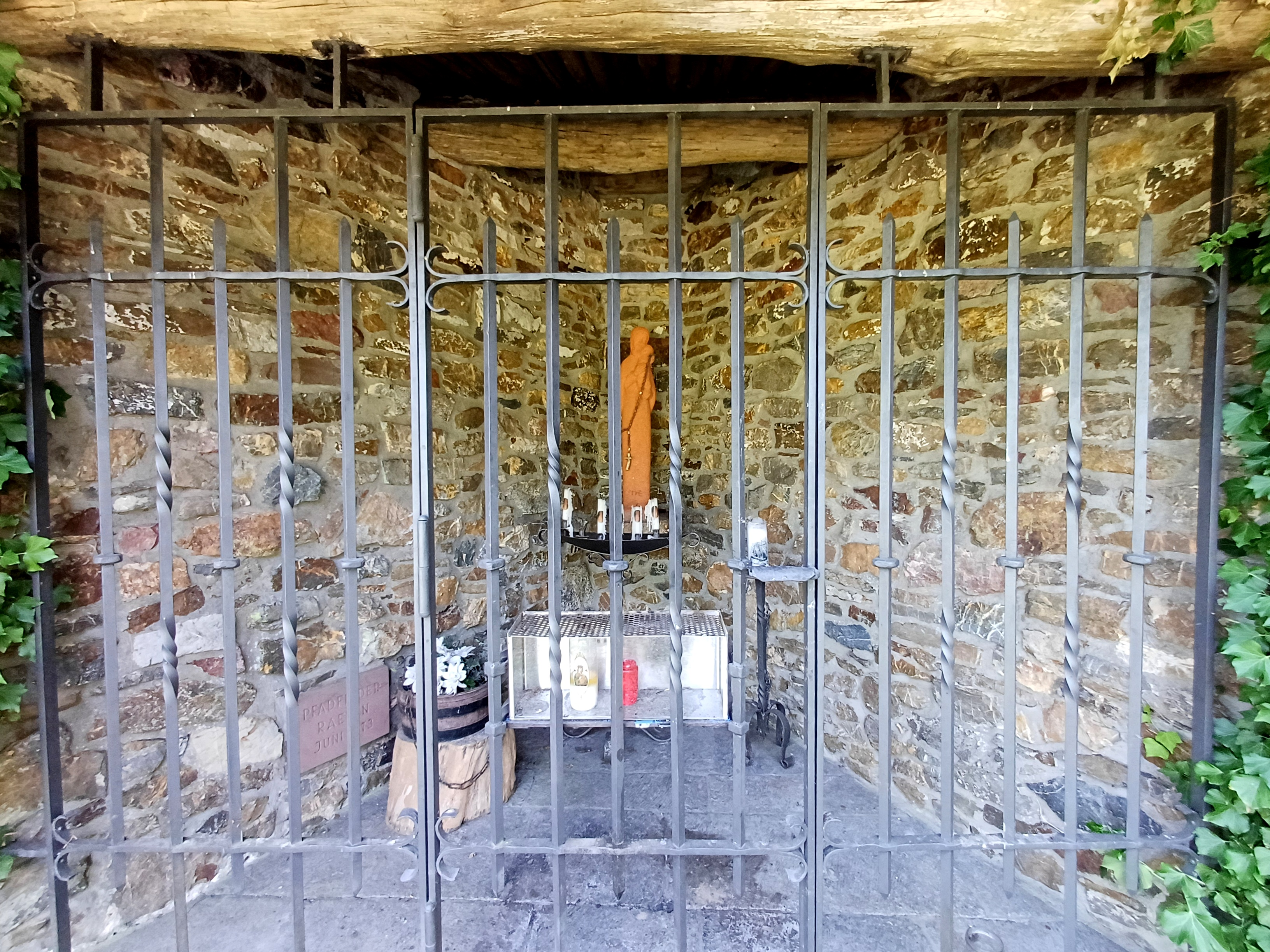
Kapelle Reinartzhof
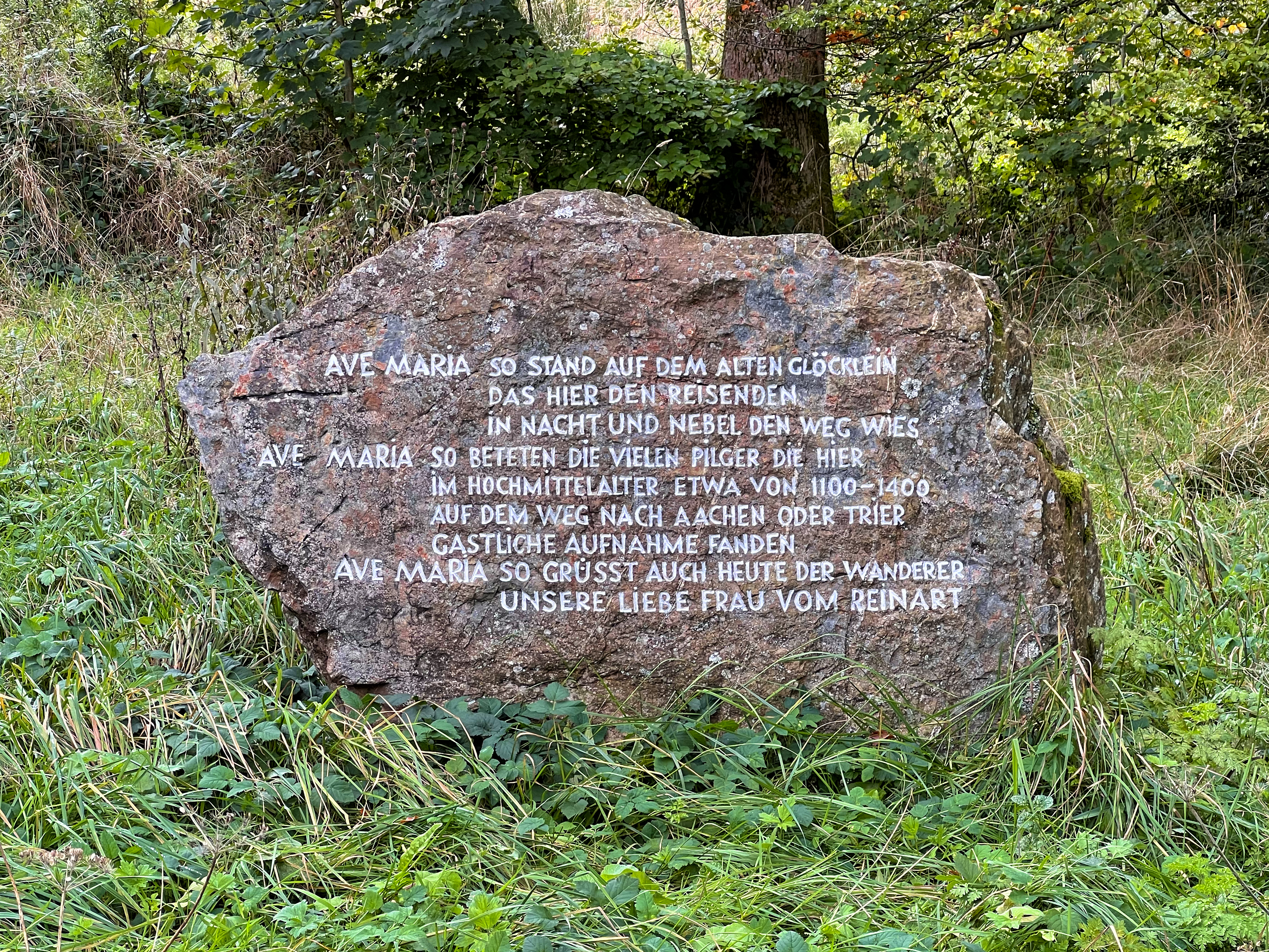
Gedenkstein Reinartzhof für das Orientierungsglöckchen
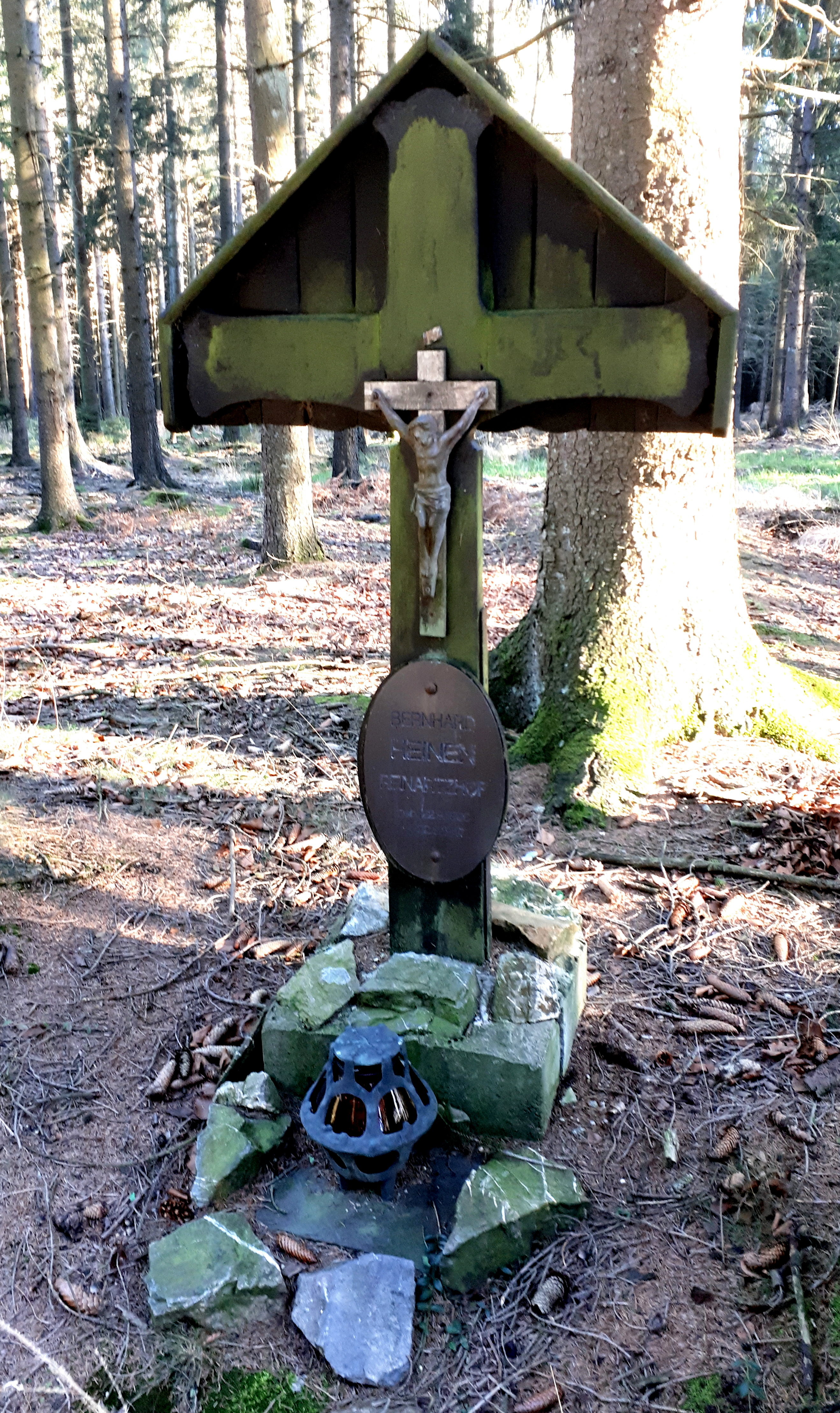
Gedenkkreuz für Bernhard Heinen, ehem. Besitzer, 1947